# Premier traité romano-carthaginois
Le premier traité romano-carthaginois est un traité d'amitié et d'aide réciproque entre les deux puissances émergentes de la Méditerranée. Il est impossible de savoir avec certitude quand le pacte fut scellé. Grâce à certains écrits, il est possible d'estimer la date la plus proche à 508 ou 507 av. J.-C. Tout ce que nous savions de ce traité est basé sur les annotations qui ont été faites par Polybe.
Bien que nous ne disposions d'aucun texte parlant du traité, les points suivants sont tout de même connus :
1. Les Romains ne pouvaient pas naviguer sur la côte nord-africaine au-delà du "Beau Promontoire" (situé au nord de la cité de Carthage, très probablement le Cap Bon). En cas de force majeure, comme une tempête, il était possible de débarquer dans cette zone, mais avec l'obligation de repartir aussitôt que possible.
2. Les marchands romains pouvaient seulement conclure des pactes commerciaux en présence des fonctionnaires carthaginois dans les zones d'influence carthaginoise du nord de l'Afrique et de la Sardaigne.
3. Dans la Sicile carthaginoise (c'est-à-dire l'ouest de l'île), les marchands romains seraient traités de la même manière que les Carthaginois.
4. Pour les Carthaginois, il n'y avait pas de limitation de mouvement dans la zone d'influence romaine, mais les attaques des Carthaginois sur les villes romaines du Latium étaient interdites. La progression des Carthaginois dans les villes indépendantes du Latium était également exclue. Si, pour une raison quelconque, Carthage avait conquis une ville indépendante de cette région de l'Italie, celle-ci devait être remise immédiatement et de manière intacte aux Romains. Cette clause amena les villes indépendantes du Latium à montrer une collaboration étroite et rentable avec Rome. De plus, les villes s'offraient une défense mutuelle en cas d'attaque de l'une des autres puissances de la Méditerranée occidentale.

## Annexe